# 寝違え

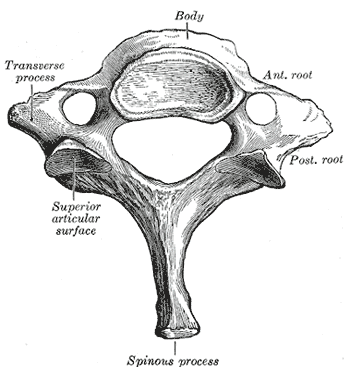
第七頸椎

寝違え（ねちがえ、英: kink in one's neckもしくはsprained neck）とは、睡眠中に無理な姿勢を取ったり、無理な首の動かし方をすることで首の筋肉に負担がかかり、筋違えを起こして筋肉痛に似た痛みが生じる症状のことである。一種の結合織炎と考えられている。症状は軽い場合から重い場合まで様々であり、寝違えによってプロスポーツ選手が欠場することもある。

## 主な原因
寝違えにはいくつかの原因がある。
- 睡眠時の姿勢が問題で、首の関節や筋肉にかかっていた負担が原因の場合
- 慢性的な肩こりやリウマチが原因の場合
- 横向きで寝る場合に枕と肩の高さが合わない場合

それらの要因で寝ている間に頸部にある筋肉や関節などの周りの組織を損傷し痛みを伴うとされている。
睡眠時の体位によって腋窩神経が圧迫されることによって寝違えの症状が出るとする風説もあるが、腋窩神経の支配筋は三角筋を代表とする肩筋群であり、頸部の回旋と司る斜角筋群とは無縁であるため、疑問が残る。
寝違えによる痛みが筋虚血によるものであれば、運動やストレッチなどにより血流の改善を図ることで解消される場合もあるが、逆に靭帯損傷や靭帯の炎症である場合、伸展刺激などによって症状が悪化する場合もあるため、無理な運動は控え、安静にしておくべきである。
通常は数日以内に解消するが、症状が取れない場合や、堪え難い場合、また、眩暈や手足のしびれ、麻痺などの他の症状が伴う場合は医療機関への受診も考慮されうる。